# SCA Arena
Die SCA Arena ist eine Eissporthalle im Tätort Sörberge der schwedischen Gemeinde Timrå. Die Arena ist die Heimspielstätte des Eishockeyclubs Timrå IK aus der höchsten schwedischen Spielklasse, der SHL. Sie trug in der Vergangenheit, durch Sponsoring veranlasst, verschiedene Namen; seit 2022 lautet der Name für zunächst fünf Jahre "SCA Arena".

## Geschichte
Die SCA Arena wird hauptsächlich für Eishockeyspiele genutzt. Der Timrå IK trägt seit der Eröffnung 1966 seine Heimspiele in der Halle aus. In den Jahren 1994 und 2003 wurde die Arena jeweils modernisiert und ausgebaut. Der Ausbau 2003 kostete etwa 50 Millionen Schwedische Kronen und wurde vom Architekturbüro Ellextre Entreprenad AB geplant.

## Galerie

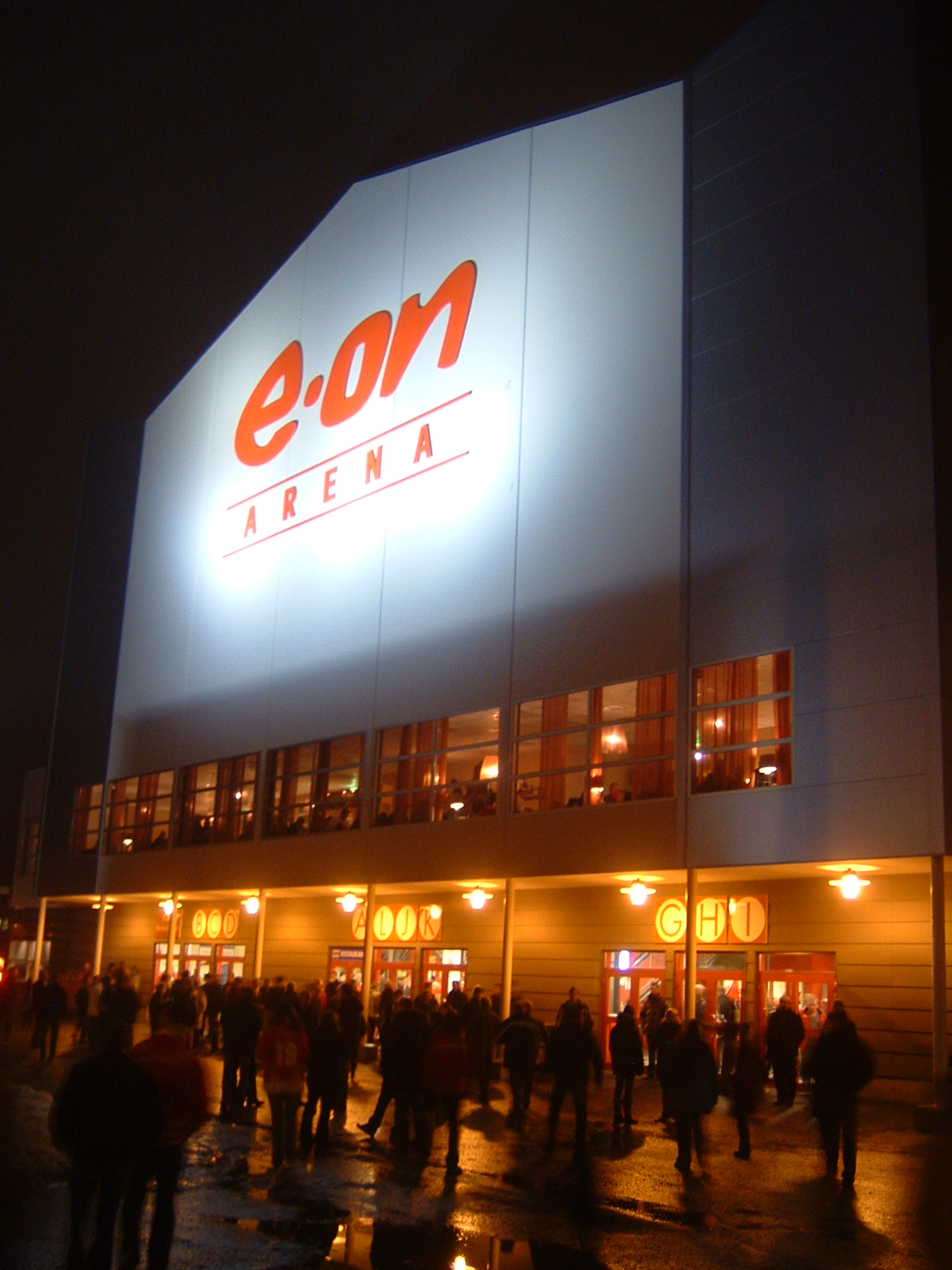
E.ON Arena
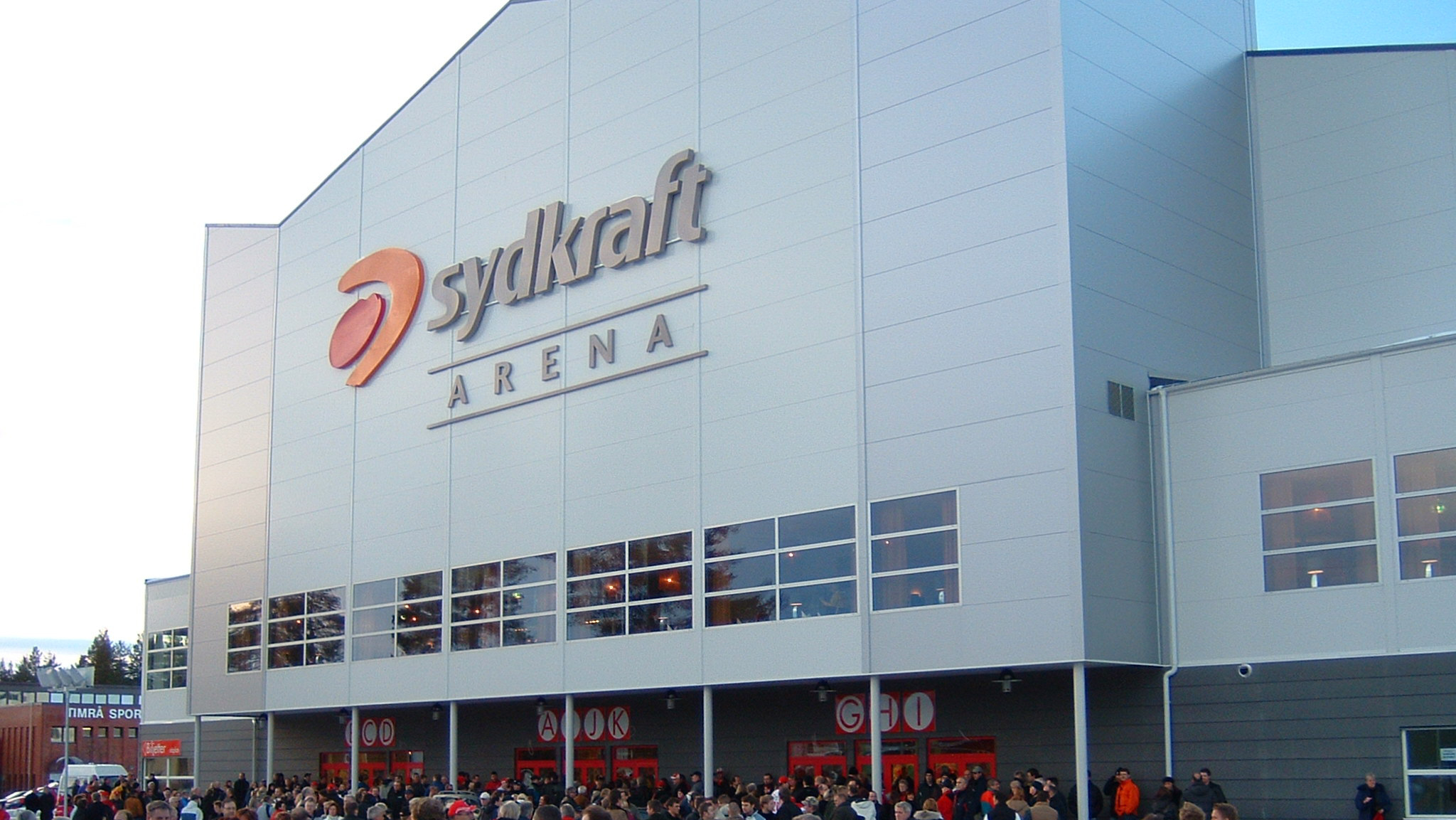
Sydkraft Arena
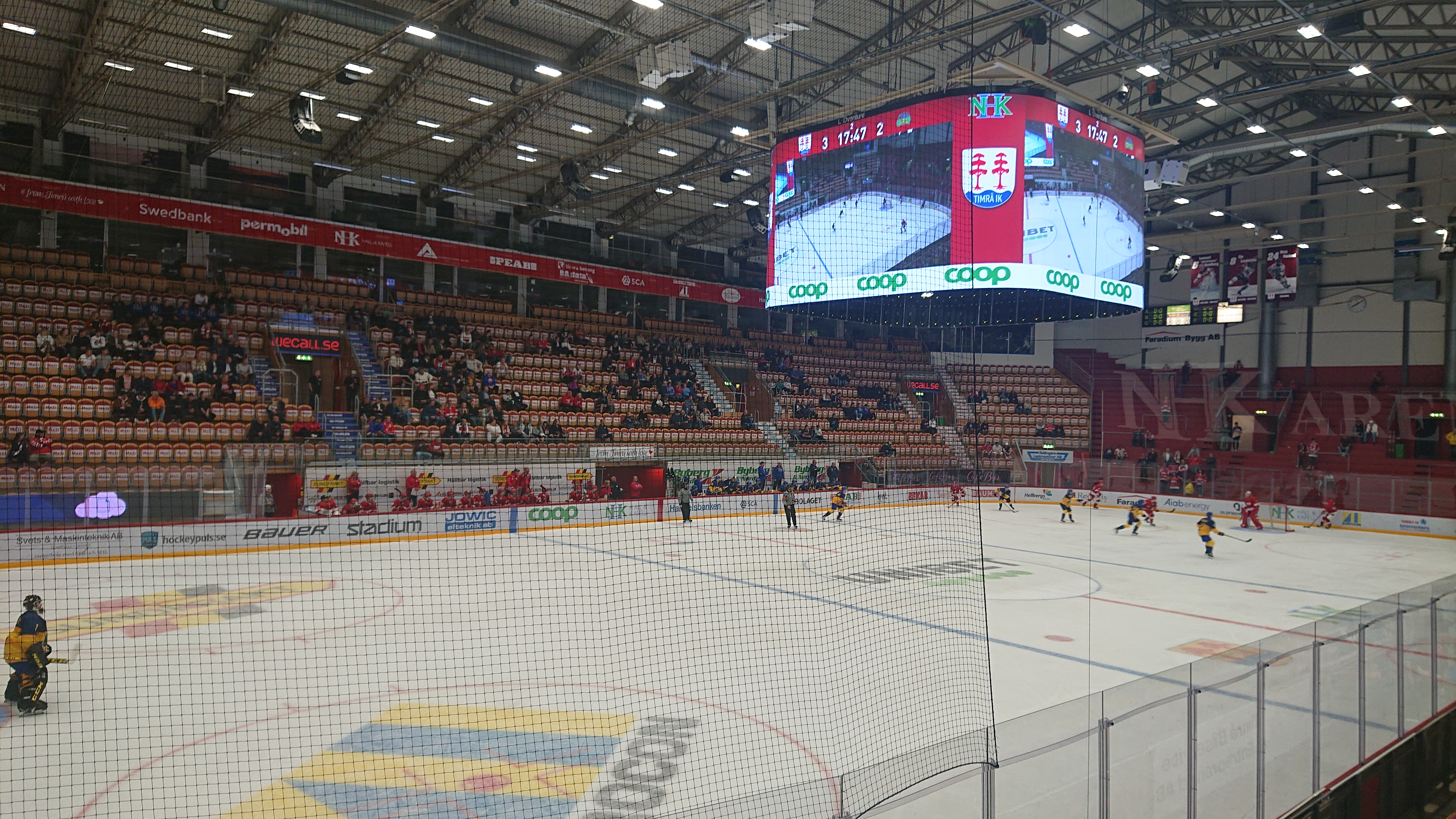
Innenraum